# Lonchaea curiosa
Lonchaea curiosa är en tvåvingeart som beskrevs av Mcalpine 1964. Lonchaea curiosa ingår i släktet Lonchaea och familjen stjärtflugor. Inga underarter finns listade i Catalogue of Life.